# Paranoia (A Day to Remember)
Paranoia è un singolo del gruppo musicale statunitense A Day to Remember, il primo estratto dal loro sesto album in studio Bad Vibrations, pubblicato il 9 marzo 2016.

## La canzone
Registrata in Colorado e prodotta da Bill Stevenson e Jason Livermore, la canzone è stata presentata dal cantante Jeremy McKinnon in diretta sul programma radiofonico Beats 1 di Zane Lowe su Apple Music il 9 marzo 2016, dopo che il giorno precedente il gruppo aveva invitato, sui principali social network, a connettersi sul canale web a quell'ora.
Nella stessa occasione McKinnon aggiunge inoltre che il gruppo è al lavoro su del nuovo materiale, e che Paranoia è il primo brano, pubblicato per divertimento ("Non eravamo mai usciti dal nulla dicendo 'eccovi qualcosa di nuovo'"), di un album che verrà prossimamente completato e pubblicato. Il singolo è stato pubblicato in formato digitale l'11 marzo seguente.

## Video musicale
Nel video ufficiale del brano, diretto da Ethan Lader e pubblicato l'11 marzo 2016, Jeremy McKinnon è visitato da uno psicologo e vede dietro di sé una figura nera con gli occhi rossi, rappresentante la paranoia. La stessa figura insegue gli A Day to Remember in altre scene, sino a quando li raggiunge alla fine del video.

## Tracce
Testi degli A Day to Remember.
Musiche di Jeremy McKinnon, Kevin Skaff e Neil Westfall.
1. Paranoia – 3:22

## Formazione
A Day to Remember
- Jeremy McKinnon – voce
- Kevin Skaff – chitarra solista, voce secondaria
- Neil Westfall – chitarra ritmica
- Joshua Woodard – basso
- Alex Shelnutt – batteria, percussioni

Produzione
- Bill Stevenson – produzione, ingegneria del suono
- Jason Livermore – produzione, ingegneria del suono
- Andrew Berlin – ingegneria del suono
- Andrew Wade – ingegneria del suono
- Chris Beeble – ingegneria del suono
- Andy Wallace – missaggio

## Classifiche
| Classifica (2016)             | Posizione massima |
| ----------------------------- | ----------------- |
| Australia                     | 86                |
| Regno Unito (rock)            | 1                 |
| Stati Uniti (rock)            | 13                |
| Stati Uniti (rock airplay)    | 35                |
| Stati Uniti (rock digital)    | 5                 |
| Stati Uniti (mainstream rock) | 8                 |